# 얼룩자유꼬리박쥐
얼룩자유꼬리박쥐(Chaerephon bivittatus)는 큰귀박쥐과에 속하는 박쥐의 일종이다. 부룬디와 지부티, 에리트레아, 케냐, 모잠비크, 르완다, 남수단, 탄자니아, 우간다, 잠비아, 짐바브웨에서 발견된다. 자연 서식지는 건조 사바나 지역, 습윤 사바나 지역, 암반 지대이다.